# Södertälje församling
Södertälje församling är en församling i Södertälje kontrakt i Strängnäs stift. Församlingen ligger i Södertälje kommun i Stockholms län och ingår i Södertälje pastorat. Till folkmängd är församlingen stiftets största.

## Administrativ historik
Församlingen har funnits under två tider.
- Församlingen bildades 1946 genom att västra delen av Södertälje landsförsamling uppgick i Södertälje stadsförsamling som då namnändrades till/bildade Södertälje församling. Denna var till 1973 moderförsamling i pastoratet Södertälje, Östertälje och Tveta. 1973 utbröts en ny Västertälje församling och denna församling var fram till 2002 moderförsamling i pastoratet Södertälje och Tveta. 2002 uppgick församlingen i Södertälje-Tveta församling.[4]
- Församlingen återbildades 2010 genom sammanslagning av Södertälje-Tveta församling och Västertälje församling och utgjorde då till 2014 ett eget pastorat.[5] Från 2014 ingår församlingen i Södertälje pastorat som omfattar denna församling och Östertälje församling, vilka dessförinnan samarbetat inom Södertälje kyrkliga samfällighet. Från 2019 ingår även Enhörna församling i pastoratet.[6]

## Organister
| Verksam   | Namn        | Levnadstid | Övrigt    |
| --------- | ----------- | ---------- | --------- |
| 1961–1964 | Yngve Sirén | 1928–1999  | Organist. |

## Kyrkor
- Sankta Ragnhilds kyrka
- Sankt Mikaels kyrka
- Lina kyrka
- Tveta kyrka
- Pershagens kapell
- Hovsjö kyrka